# ドボガン天国
『ドボガン天国』（ドボガンパラダイス）は、真田ぽーりんによる日本の漫画作品。『ヤングキングアワーズ』（少年画報社）にて、2006年7月号から2009年12月号まで連載された。単行本はヤングキングコミックスのレーベルで全3巻。

## 概要
ペットショップ「ドボガン」の店員や動物たちが様々な出来事に遭遇する様子を描いた4コマ漫画。
当初の企画は「（真田が好きな鳥を含む）動物の漫画」というコンセプトで、いろいろな動物を登場させるためペットショップが舞台に設定された。
タイトルおよび作中のペットショップの名前である「ドボガン」はペンギンの移動手段の一種だが、厳密には「トボガン」が正しい。これは作者のミスであることが、単行本の描き下ろしページで明らかにされている。

## 登場人物
宮ヶ瀬 とんび（みやがせ とんび）
主人公。田舎から上京して就職したものの1日でクビになり、あてどもなくさまよっていた時に「ドボガン」の前で行き倒れ、助けられた。その後なりゆきで「ドボガン」で働くことになる。
重度の鳥フェチ。第1話ではペンギン相手に「股間を揉む」というセクハラをやらかしたほか、鳥を見ると目の色を変えて追い掛け回すこともしばしば。しかし、一方で「好きな動物が餌になるのはせつない」と言いながら焼き鳥を食べたり、ふく助に小鳥達を睨ませて身動きできないようにしておいて「鳥雛壇」を作るなど、鳥好きであることを疑いたくなるような一面もある。
以前の職場をクビになったのは、常時ふく助を連れているためと思われていたが、それだけではなく本人がドジであることも理由の一つではないかと「ドボガン」の店員達に思われている。
上京した際の住まいが以前の職場の社員寮だったため、クビになると同時に追い出されており、当初は「ドボガン」の休憩室を自宅代わりに使用していた。第4話以降は築30年（リフォーム済み）のアパートに間借りしている。このような事情もあって、当初は冷蔵庫や洗濯機などの生活必需品も買えない状況だった。第7話で冷蔵庫を購入したものの、それで生活費のほとんどを使い果たすほどの貧乏暮らし。
普段は標準語で話しているが、独り言や動物に話しかける際は方言になる。故郷は終盤の舞台になったが、野生動物が当たり前のように民家付近にまで出没するその環境は「ドボガン」の従業員一同を驚かせた。
乾 マコ（いぬい マコ）
「ドボガン」の犬・猫担当。一見がさつだが、周囲への気配りを怠らない面もある。
大の犬好きだが、他の店員たちとは違ってフェチというほど極端ではなく、犬が危害を加えられるなどの状況に遭遇しない限りは冷静さを失わない。
魚住 勝（うおずみ まさる）
「ドボガン」がオープンした時からの店員で、魚類担当。プライベートではバス釣りに行くほどの魚好き（但し、クラゲは過去に刺されたことがあるため苦手）。さかなクンを師と仰いでいる。
根津 一行（ねづ かずゆき）
「ドボガン」の小動物担当。大のネズミ好きで、ディズニーランドは彼にとって聖地らしい。
自宅にパソコンを所有しているが、その中には「人間の女（の画像）など入っていない」（本人談）。
鳥山（とりやま）
「ドボガン」の店長。本人曰く「人間には萌えない」。
アデリーペンギンの入手を魚住に阻止された過去があるなど、しばしば闇ルートで動物を入手しているフシがある（基本的にはギャグの範疇に収まっているが、怪しげな領収書を所有していたこともある）。

## 「ドボガン」の動物達
ふく助
常時とんびの傍にいるフクロウ（トラフズク）。とんびが小学生の時に怪我しているところを保護され、そのまま野生に戻らず（とんびは何度か帰そうとしたのだが失敗に終わった）とんびと共に暮らしている。
とんびが以前の職場をクビになったことなど、自分の存在がとんびに迷惑をかけていることは自覚しているようで、食生活に関しては完全に自立している。アパートに引っ越してからは、アパートに出没するネズミが主食になっている。
とんびのしつけが行き届いているのか元々大人しいのか、本来なら餌である「ドボガン」の小動物を睨んで身動きできなくすることはあっても、食うどころか襲うことすら無い。
終盤でとんびの故郷の森に放たれたが、最終的には自らの意思で「ドボガン」に戻ってきた。
よしお
オスのケープペンギン。
行き倒れていたとんびを発見して近付いたところを、とんびのセクハラに遭ってしまう。以後とんびを警戒しているのだが、とんびにはまったく通じていない。
ヒロミ
メスのケープペンギン。とんびのよしおに対するセクハラを目撃しているためか、よしおと共にとんびを警戒しているのだが、やはりとんびには通じていない。
アルト
「ドボガン」の看板犬。初登場は第3話。スカートをめくる癖がある。
元は飼い犬だったのだが、飼い主が引っ越す際に置き去りにされたところを「ドボガン」に保護された。当初は心を閉ざしていたが、とんびのおかげで心を開くようになり、第8話では番犬らしい顔を見せるなど、徐々に「ドボガン」に馴染んでいる。

## 備考
第8話は掲載時は巻頭カラーだったが、単行本では製本の都合で一色刷りになり、モノクロ用に修正されている。

## 単行本
ヤングキングコミックスのレーベルより全3巻。
1. 2007年8月9日発売 ISBN 978-4785928322
2. 2008年9月29日発売 ISBN 978-4785930349
3. 2009年12月28日発売 ISBN 978-4785932886